# HD 89744
HD 89744 – gwiazda oddalona od Ziemi o 130 lat świetlnych. Jest położona w gwiazdozbiorze Wielkiej Niedźwiedzicy.
W 2000 roku odkryto planetę HD 89744 b krążącą wokół tej gwiazdy. Prawdopodobnie w systemie tym istnieje również druga planeta.